# Rollo and leaps
Rollo and Leaps（ロロ・アンド・リープス）は日本のロックバンドである。2015年結成。東京都出身。略称はロロ。

## 概要
Rollo and Leapsは、東京を拠点に活動していた4人組ロックバンド。
“豊かな時代を生きているはずなのに、どこか感じてしまう不安定な感覚”を唄う。
『RO JACK for ROCK IN JAPAN FESTIVAL 2017』で優勝し、楽曲の良さには定評がある。
学生ゆえの将来に対して持つ不安、子供の頃に感じた知らないものに対する不思議な気持ち、そういった何気ないものを自分たちなりに解釈して歌詞とする。
バンドサウンドとしては、90年代から2000年代の日本のバンドに影響を受けつつ、新しい要素をとり入れている。

## 来歴
2015年、東京にて大学軽音楽サークルの好きな音楽が似てるメンバーを中心に結成。
高谷は大阪出身で大学のサークルにて、その他三人は静岡の同じ高校の先輩と後輩でもあった。
2015年末、2曲入りデビュー音源『ロロ』を自主制作でリリースし、約1000枚を販売した。
2017年8月、『RO JACK for ROCK IN JAPAN FESTIVAL 2017』で優勝し、同年『ROCK IN JAPAN FESTIVAL』に出演。「ミッドナイター」「Forenoon」などを披露した。
2017年10月11日、2nd EP『ORBIT』を発売した。
2019年8月28日、東京カランコロンのイチローをプロデューサーに迎え、全国流通ミニアルバム『ROADSIDE PLANET』をリリース。 本作についてプロデューサーのいちろー（東京カランコロン）は「“らしさ”がにじみ出るような、自分たちでしか鳴らせない音になった」と語っている。バンド側も「色々なジャンルに挑戦しながら、まとまりのある作品にしたかった」とコメントし、ロック・ファンク・スロウバラードなど幅広いアプローチを収録曲に盛り込んだ。
2020年4月9日、公式X（旧Twitter）アカウントにて解散を発表した。

## プロモーションビデオ
- 「レインマン」MV – 2017年1月公開。桑田嵩が監督を務め、渋谷LUSH開催のイベント『LIVING club』との連動企画で制作された。[11]
- 「箱庭の子どもたち」MV – 1stミニアルバム『R』収録のリードトラック。アフガンRAY監督による映像で、日常と非日常の交錯をテーマに描かれている。[12]
- 「Midnighter」MV – 『RO JACK for ROCK IN JAPAN FESTIVAL 2017』での評価のきっかけとなった映像作品で、Rollo and Leapsの知名度を高めた代表的な一曲。MVでは「夜の都市の疾走感と青年期の心象風景」を描写している。[13]
- 「Forenoon」MV – 2017年10月5日公開。2nd EP『ORBIT』のリードトラックであり、アフガンRAYが監督を務めた。映像では「曖昧な時間と感情の揺らぎ」を主題とし、都市風景と自然の映像を交錯させて物語性を強めている。[14]

## アルバム
- 『ロロ』（2015年、自主制作盤）
- 『R』（2016年、インディーズ）
- 『ORBIT』（2017年10月11日、EP）
- 『ROADSIDE PLANET』（2019年8月28日、全国流通盤）

## 最終メンバー
- Gt. 石岡和樹
- Vo/Gt. 高谷瞳二
- Ba. 河野翔太
- Dr. JACKSON kaki

## エピソード
- 楽曲制作は石岡が作詞・作曲を主にして、音楽理論的な部分は高谷が補完し、まずデモ音源を作る。

　完成したデモ音源をメンバー間で共有して、楽器のアレンジを各自で自由に作り、
　みんなでスタジオで曲を練り上げていくやり方で楽曲制作をしている。
- 歌詞に力を入れている。何か少しでも感じ取ってもらえたら嬉しいと語る。
- 今後の目標として「日本のロックバンドってやっぱいいもんだな！捨てたもんじゃねぇな！」と、

　たくさんの人々に思ってもらえるバンドになりたいと語る。